# Bees Airline
Bees Airline — колишній український лоукост авіаперевізник. Базувався в аеропорту «Київ-Жуляни».
У серпні 2022 року, після декількох місяців повномасштабного вторгнення Росії в Україну та призупинення діяльності на території України авіакомпанія втратила сертифікат експлуатанта.

## Історія
Авіакомпанію засновано 2019 року. 22 лютого 2021 року до Державного реєстру цивільних повітряних суден України занесені перші повітряні судна авіаперевізника. 13 березня 2021 року Державіаслужба України видала сертифікат експлуатанта Bees Airline. 18 березня 2021 відбувся перший політ до Єгипту.
Через воєнний стан на території України та закриття повітряного простору України всі рейси з 24 лютого 2022 року були скасовані. Улітку 2022 року сертифікат експлуатанта (AOC) авіакомпанії було відкликано через відсутність повітряних суден. У 2024 році бренд Bees був відновлений під румунським сертифікатом експлуатанта (AOC), базованим у Бухаресті, Румунія. Наразі українське відділення бренду Bees призупинене до завершення воєнного конфлікту в країні та повторного відкриття українського повітряного простору. Компанія Bees оголосила про запуск кількох регулярних маршрутів з Бухареста, Сучави та Кишинева до напрямків у Греції, Італії, Німеччині та Ізраїлі влітку 2024 року, використовуючи літак Airbus A320 YR-BUZ, на відміну від попередньої моделі бізнесу, яка покладалася виключно на B737-800.

## Польоти
Виконувала регулярні та чартерні (як туристичні на регулярній основі так і разові на замовлення) міжнародні та внутрішні авіарейси.

### Регулярні авіарейси з Києва
- Грузія: Тбілісі (3 рази на тиждень), Батумі (5 разів на тиждень)
- Вірменія: Єреван (2 рази на тиждень)
- Греція: Араксос (щотижня), Іракліон (тричі на тиждень), Родос (двічі на тиждень)
- Болгарія: Варна (щотижня), Бургас (двічі на тиждень)
- Кіпр: Ларнака (тричі на тиждень)
- Україна: Київ-Одеса-Київ (5 разів на тиждень, з 14 жовтня 2021 року)[3]

### Регулярні авіарейси з регіонів України
- Херсон-Тбілісі-Херсон (двічі на тиждень),
- Львів-Родос-Львів (раз на 10 днів)
- Одеса-Єреван-Одеса (двічі на тиждень).

### Чартерні авіарейси
- Чорногорія: Київ-Тиват-Київ (2 рази на тиждень)
- Єгипет: Київ-Шарм-ель-Шейх-Київ (3 рази на тиждень), Київ-Хургада-Київ (2 рази на тиждень), Київ-Марса-Алам-Київ (3 рази на тиждень)
- Туреччина: Київ-Анталія-Київ (11 раз на тиждень)
- Львів-Анталія-Львів (2 рази на тиждень), Херсон-Анталія-Херсон (2 рази на тиждень), Харків-Анталія-Харків (2 рази на тиждень), Львів-Марса-Алам-Львів (1 раз на тиждень)

## Флот

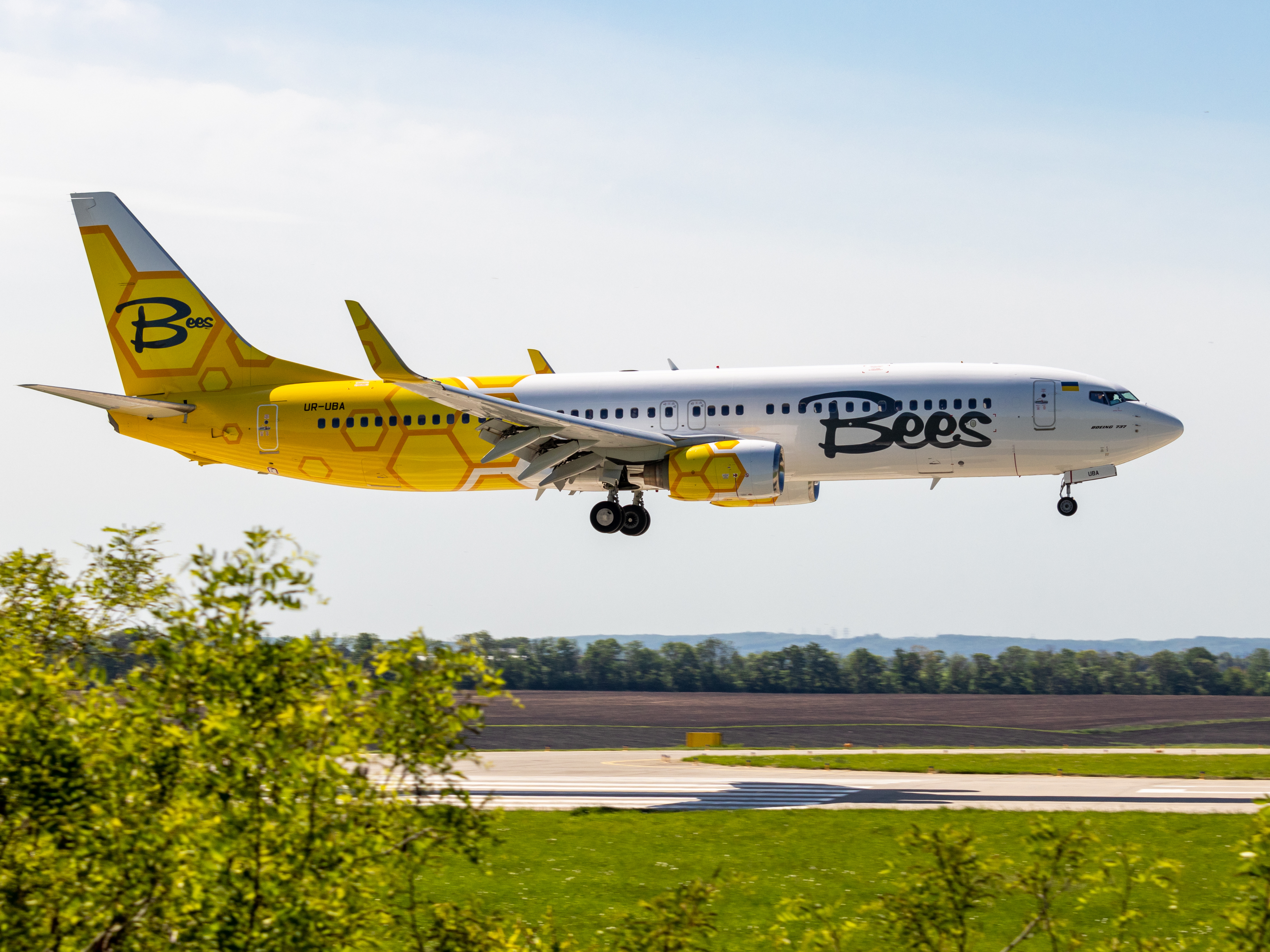
Bees Airline Boeing 737—800 UR-UBA

Парк літаків авіакомпанії складається з 4 літаків Boeing 737-800 Next Generation. Bees Airline планує збільшити розмір флоту до 6 літаків у 2022 році.
| № | Тип            | Пасажирів | Реєстраційний номер | Перший виліт     |
| - | -------------- | --------- | ------------------- | ---------------- |
| 1 | Boeing 737—800 | 189       | UR-UBA              | Лютий 2010 р.    |
| 2 | Boeing 737—800 | 189       | UR-UBB              | Травень 2010 р.  |
| 3 | Boeing 737—800 | 189       | UR-UBC              | Вересень 2009 р. |
| 4 | Boeing 737—800 | 189       | UR-UBD              | 2009 р.          |

## Керівництво
Гендиректор авіакомпанії — Євген Хайнацький, який раніше керував авіакомпанією SkyUp.